# Crocicchia
Crocicchia est une commune française située dans la circonscription départementale de la Haute-Corse et le territoire de la collectivité de  Corse. Le village appartient à la piève de Casacconi, en Castagniccia.

## Géographie

### Situation
Autrefois partie de la pieve de Casacconi, Crocicchia est une commune située au nord du massif du San Petrone, qui culmine à 1 767 m, et sur le haut versant oriental de la Castagniccia. Elle fait partie de la « petite Castagniccia », une microrégion à forte densité humaine jadis, ainsi appelée localement.

### Relief
Crocicchia est une petite commune de moyenne montagne de 4,32 km2, sans façade littorale. Elle se situe dans l'en « deça des monts » (Cismonte en langue corse) ou Corse schisteuse au nord-est de l'île, dans le prolongement de l'arête schisteuse du Cap Corse qui se poursuit avec le massif du San Petrone et se termine au sud de la Castagniccia.
Territoire
Son territoire se situe sur la rive gauche de la moyenne vallée du Golo. Il s'étend jusqu'au lit du ruisseau de Casacconi, sur les flancs orientaux d'une ligne de crête axée nord-sud, qui est le prolongement par-delà le Golo de l'arête schisteuse du Cap Corse. La partie de cette arête intéressant Crocicchia va du sud du Monte Castellare (1 011 m, « à cheval » sur Bisinchi et Campile) jusqu'à Punta di a Mazze (1 041 m, « à cheval » sur Crocicchia et Ortiporio).
Limites administratives
Elles se définissent ainsi :
- à l'ouest, la démarcation quasi rectiligne longeant le flanc occidental de l'arête montagneuse précitée, délimite son territoire avec celui de Bisinchi ;
- au nord, c'est une ligne de crête déclinant rapidement depuis Monte Castellare (1 011 m) jusqu'à la confluence (altitude 190 m) du Casacconi avec le ruisseau de Melo qui le sépare de Campile ;
- à l'est, le ruisseau de Casacconi sépare Crocicchia de Monte et de Penta-Acquatella depuis sa confluence avec le ruisseau de Melo jusqu'à celle avec le ruisseau de Raimondasco ;
- au sud la délimitation part de la confluence Casacconi - Raimondasco (altitude 294 m) et remonte jusqu'à un point d'altitude de 927 m situé à 500 m à l'ouest de Punta di a Mazze.

### Hydrographie
Le réseau hydrographique, aussi petit soit-il, est néanmoins dense avec la naissance de plusieurs cours d'eau sur les flancs de l'arête montagneuse. Les principaux sont le ruisseau de Liccione (il a pour nom Ciosini en amont), le ruisseau de Raimondasco et le ruisseau de Vagnaninco. Tous trois et leurs affluents alimentent en eau le ruisseau de Casacconi, un petit affluent du Golo
Les fontaines existantes répertoriées sont moins nombreuses que sur la commune voisine d'Ortiporio. En revanche, la commune s'est dotée de trois réservoirs.

### Climat et végétation
La verte vallée du Casacconi est une entrée dans la Castagniccia, un territoire qui, comme son nom l'indique, est peuplée de châtaigniers qui le plus souvent poussent sous forme de vergers ou de taillis. Plus bas dans la vallée, où de  fréquents incendies ont sévi, des touffes d'oliviers sont réapparus dans un maquis d'épineux, au pied des arbres calcinés.

### Voies de communication et transports

#### Accès routiers
La commune n'est desservie et traversée que par la route D 515 qui relie la RN 193 à Barchetta (Volpajola), à la D 71 à Nocario en passant par une kyrielle de petits villages.

#### Transports
Point de transports en commun de voyageurs au village de Crocicchia qui est distant, par route, de :
- 13 km de la gare de Ponte-Nuovo, qui est la gare la plus proche, et de 26 km de la gare de Ponte-Leccia ;
- 27 km de l'aéroport de Bastia Poretta, aéroport le plus proche ;
- 42 km du port de commerce de Bastia.

## Urbanisme

### Typologie
Au 1er janvier 2024, Crocicchia est catégorisée commune rurale à habitat très dispersé, selon la nouvelle grille communale de densité à sept niveaux définie par l'Insee en 2022.
Elle est située hors unité urbaine. Par ailleurs la commune fait partie de l'aire d'attraction de Bastia, dont elle est une commune de la couronne,. Cette aire, qui regroupe 93 communes, est catégorisée dans les aires de 50 000 à moins de 200 000 habitants,.

### Occupation des sols
L'occupation des sols de la commune, telle qu'elle ressort de la base de données européenne d’occupation biophysique des sols Corine Land Cover (CLC), est marquée par l'importance des forêts et milieux semi-naturels (100 % en 2018), une proportion identique à celle de 1990 (100 %). La répartition détaillée en 2018 est la suivante : 
forêts (87,1 %), milieux à végétation arbustive et/ou herbacée (12,9 %). L'évolution de l’occupation des sols de la commune et de ses infrastructures peut être observée sur les différentes représentations cartographiques du territoire : la carte de Cassini (XVIIIe siècle), la carte d'état-major (1820-1866) et les cartes ou photos aériennes de l'IGN pour la période actuelle (1950 à aujourd'hui).

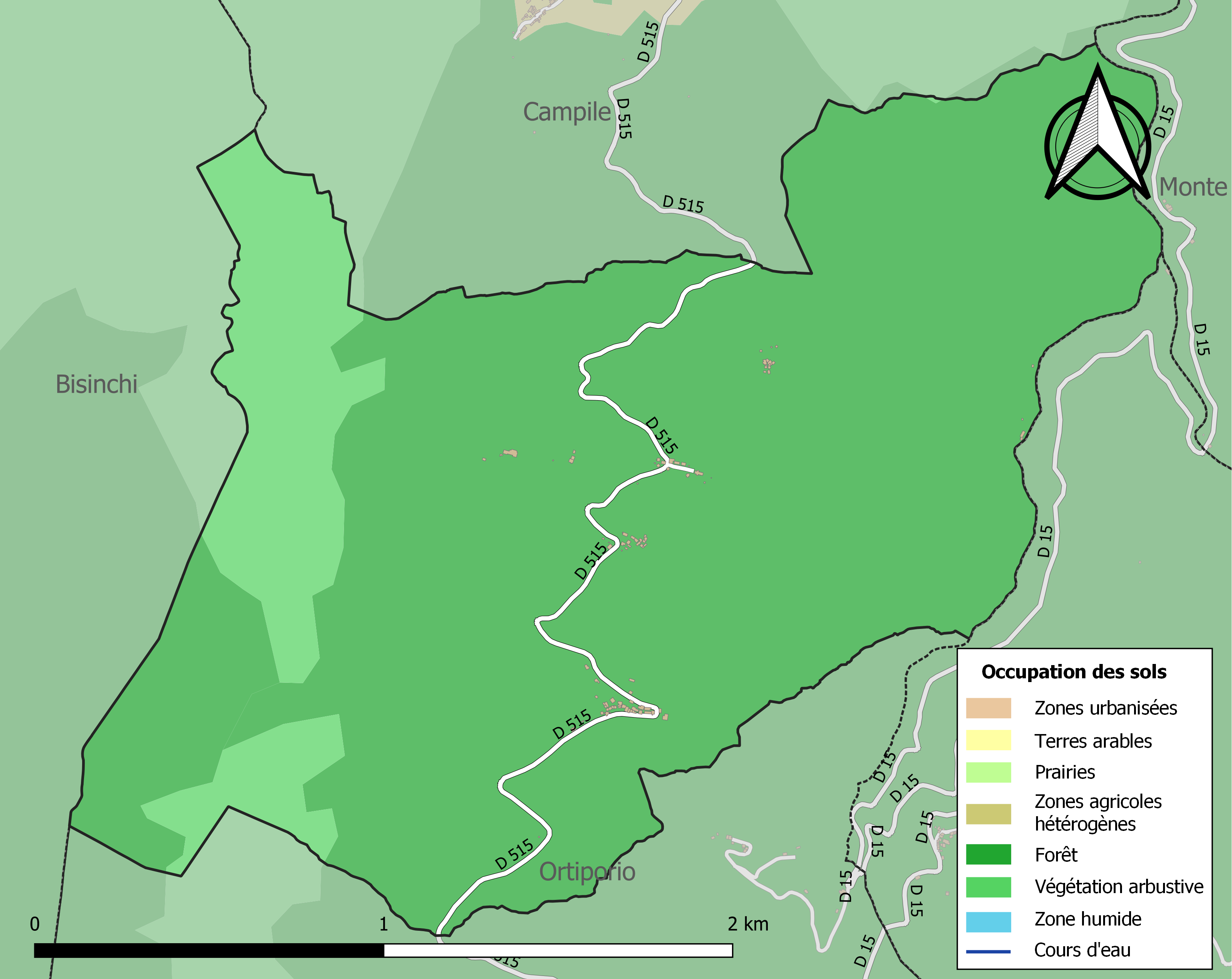
Carte des infrastructures et de l'occupation des sols de la commune en 2018 (CLC).

### Crocicchia village
Le village se situe au sud de la commune, desservi par la route D515 qui le traverse dans un grand virage « en épingle à cheveux ».
Comme la plupart des villages de Castagniccia, le village a été construit sur une arête rocheuse avec son église sur un éperon à l'extrémité de la crête. Le bâti est ici encore représenté par un ensemble de maisons en schiste et aux toits couverts d'ardoise, collées les unes aux autres et alignées le long d'une crête.
Hormis le fait que son clocher soit isolé, l'église paroissiale Sant' Andrea au hameau de Sant' Andrea est un exemple de ce qui est dit ci-dessus, à savoir qu'elle est en retrait des habitations avec le cimetière en arrière.

### Sant' Andrea
Sant' Andrea est le premier hameau lorsqu'on pénètre dans la commune depuis le nord, Barchetta. Le hameau recèle une remarquable église moyenâgeuse, L'église paroissiale Saint-André, avec une tour-clocher indépendante, distante d'une vingtaine de mètres.

### Micoria
Micoria est bâti sur l'arête méridionale du vallon d'un petit cours d'eau affluent du ruisseau de Raimondasco. Il fait face de Sant' Andrea bâti sur l'arête opposée.

### Casanile
Casanile est le hameau septentrional de la commune. On y accède depuis le D 515 sur le territoire de Campile. S'y trouve une petite chapelle.

## Toponymie
Le nom corse de la commune est a Crucichja /a gruˈd͡ʒica/.

## Histoire

### Moyen Âge
Crocicchia est un vieux village médiéval.

## Politique et administration
| Période                                  | Période  | Identité                 | Étiquette | Qualité                   |
| ---------------------------------------- | -------- | ------------------------ | --------- | ------------------------- |
| 1965                                     | 1977     | Jean-François Crocicchia | Radical   | Banquier                  |
| 1977                                     | 2001     | Antoine Piacentini       | DVG       |                           |
| mars 2001                                | 2014     | Ange-Félix Pasqualini    | .         | .                         |
| mars 2014                                | En cours | Pierre-Pascal Piacentini | DVG       | Entrepreneur en bâtiments |
| Les données manquantes sont à compléter. |          |                          |           |                           |

## Démographie
L'évolution du nombre d'habitants est connue à travers les recensements de la population effectués dans la commune depuis 1800. Pour les communes de moins de 10 000 habitants, une enquête de recensement portant sur toute la population est réalisée tous les cinq ans, les populations de référence des années intermédiaires étant quant à elles estimées par interpolation ou extrapolation. Pour la commune, le premier recensement exhaustif entrant dans le cadre du nouveau dispositif a été réalisé en 2005.

En 2022, la commune comptait 81 habitants, en évolution de +14,08 % par rapport à 2016 (Haute-Corse : +5,15 %, France hors Mayotte : +2,11 %).
| 1800 | 1806 | 1821 | 1831 | 1836 | 1841 | 1846 | 1851 | 1856 |
| ---- | ---- | ---- | ---- | ---- | ---- | ---- | ---- | ---- |
| 384  | 270  | 229  | 360  | 367  | 358  | 375  | 374  | 371  |

| 1861 | 1866 | 1872 | 1876 | 1881 | 1886 | 1891 | 1896 | 1901 |
| ---- | ---- | ---- | ---- | ---- | ---- | ---- | ---- | ---- |
| 400  | 370  | 393  | 340  | 351  | 512  | 415  | 473  | 422  |

| 1906 | 1911 | 1921 | 1926 | 1931 | 1936 | 1946 | 1954 | 1962 |
| ---- | ---- | ---- | ---- | ---- | ---- | ---- | ---- | ---- |
| 332  | 317  | 224  | 250  | 134  | 163  | 175  | 215  | 99   |

| 1968 | 1975 | 1982 | 1990 | 1999 | 2005 | 2006 | 2010 | 2015 |
| ---- | ---- | ---- | ---- | ---- | ---- | ---- | ---- | ---- |
| 79   | 58   | 48   | 62   | 50   | 40   | 39   | 47   | 72   |

| 2020 | 2022 | - | - | - | - | - | - | - |
| ---- | ---- | - | - | - | - | - | - | - |
| 80   | 81   | - | - | - | - | - | - | - |

## Lieux et monuments
Une collection de photos est consultable sur la base Mémoire.
Crocicchia possède douze d'édifices repris à l'inventaire général du patrimoine culturel selon la base Mérimée mais non protégés monuments historiques.

### Architecture sacrée

#### Église de l'Annonciation
L'église paroissiale de l'Annonciation (Annunziata) de la fin du XVIe siècle ou du début du XVIIe siècle (mention portée dans le rapport de la visite pastorale effectuée en 1646 par Mgr Marliani, évêque du diocèse de Mariana et Accia).
Elle était l'église paroissiale par commodité parce qu'elle était proche des habitations. Elle ne compte qu'un seul autel et est dotée de fonts baptismaux. Agrandie au cours de la seconde moitié du XVIIIe siècle, elle fera à nouveau l'objet d'importants travaux courant de la seconde moitié du XIXe siècle.
L'édifice présente un gros-œuvre fait de schiste, de moellon et d'enduit partiel. Sa couverture est d'ardoise.
Elle est voisine de la mairie de Crocicchia.
L'édifice est à l'inventaire général du patrimoine culturel.

#### Église Sant' Andrea
L'église paroissiale Saint-André se situe au hameau de Sant' Andrea. L'édifice est du milieu du Moyen Âge. Il comptait en 1646 un seul autel et était dépourvu de réserve eucharistique et de fonts baptismaux, comme le mentionne l'évêque Mgr Marliani dans son rapport de visite pastorale précité. Il sera retouché au cours de la seconde moitié du XVIIe siècle puis agrandi au courant la seconde moitié du XVIIIe siècle. En 1855, il subira d'importants travaux comme indiqué sur l'édifice. De récents travaux de restauration (enduits et peintures) ont été effectués sur le fronton ; le reste n'a pas touché hormis des renforts métalliques pour consolider l'ensemble. L'église est dotée d'une porte frontale en bois sculptée.
Comme pour l'église de l'Annonciation, l'église Saint-André présente un gros-œuvre fait de schiste, de moellon et d'enduit partiel, et sa couverture est en ardoise.
À une dizaine de mètres, présence de sa tour-clocher.
L'édifice est à l'inventaire général du patrimoine culturel.

#### Chapelle Notre-Dame-des-Sept- Douleurs
La Chapelle Notre-Dame-des-Sept-Douleurs se trouve au lieu-dit Casanile. Datée de la première moitié du XVIIIe siècle, restaurée en 1957, l'édifice de plan allongé est formé d'une nef unique et d'un chœur couverts d'une charpente en bois apparente. Présence d'un campanile à baie libre.
L'édifice est à l'inventaire général du patrimoine culturel.

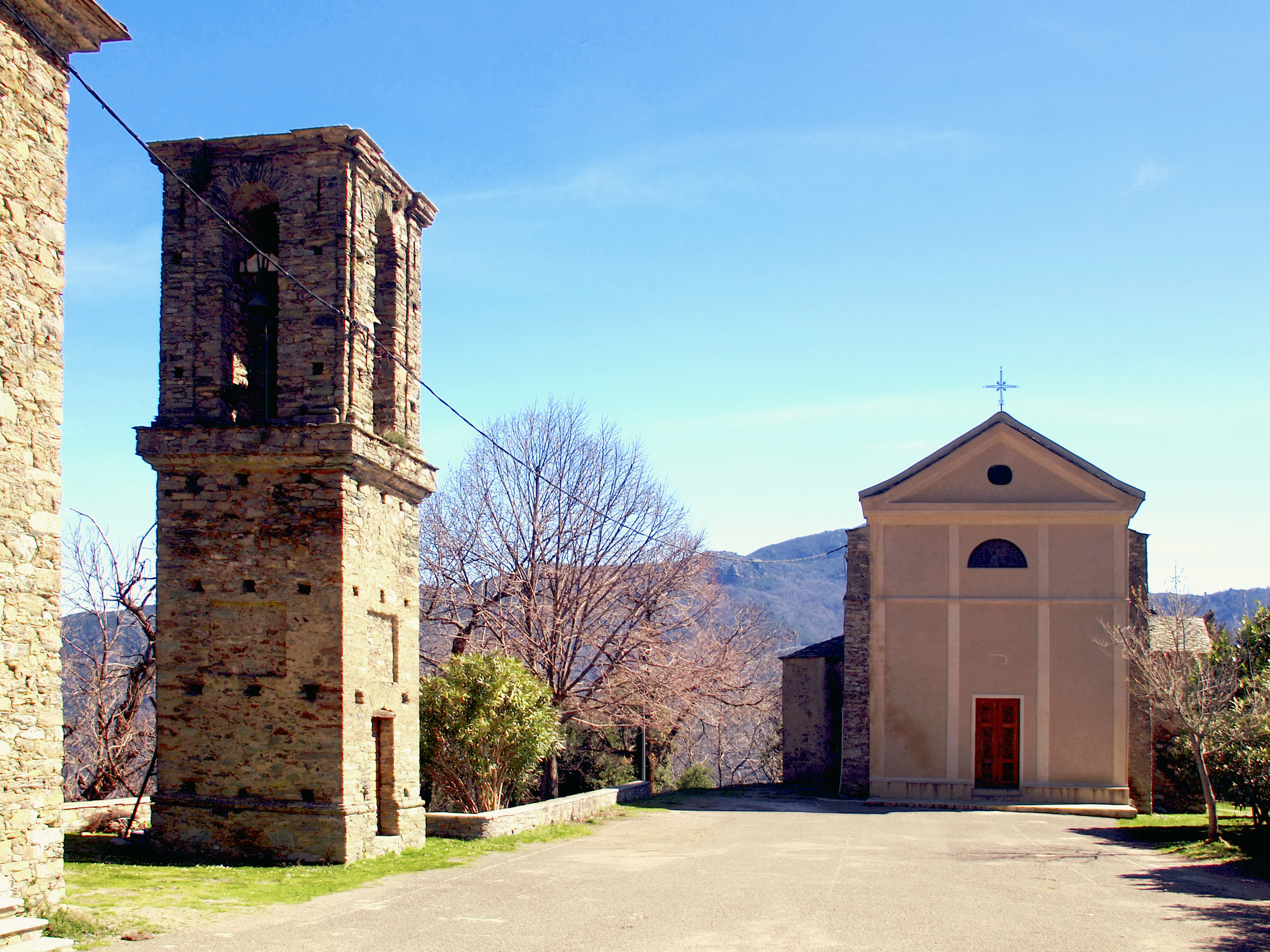
L'église Sant' Andrea et sa tour-clocher.
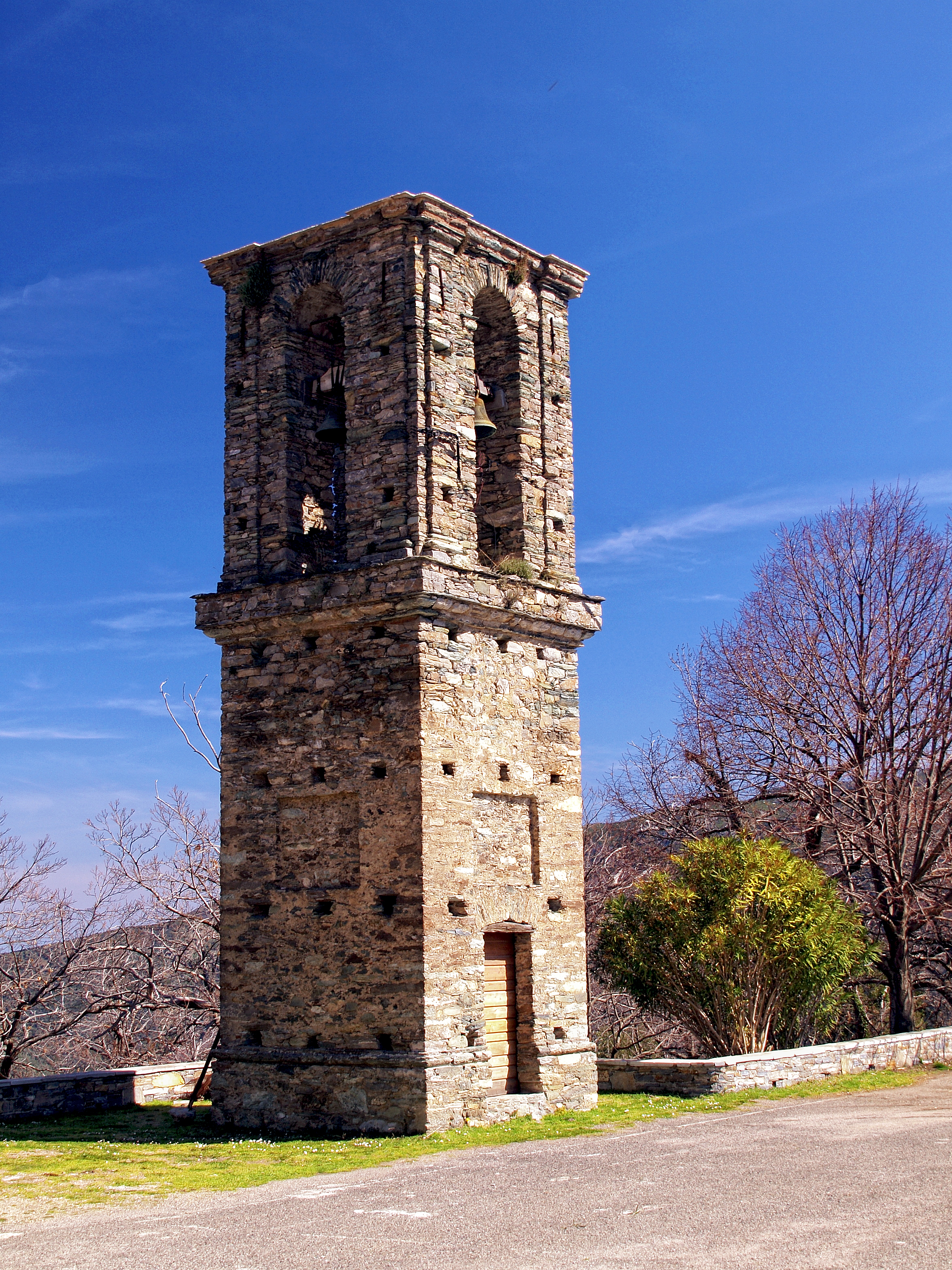
Tour-clocher de l'église Sant' Andrea.
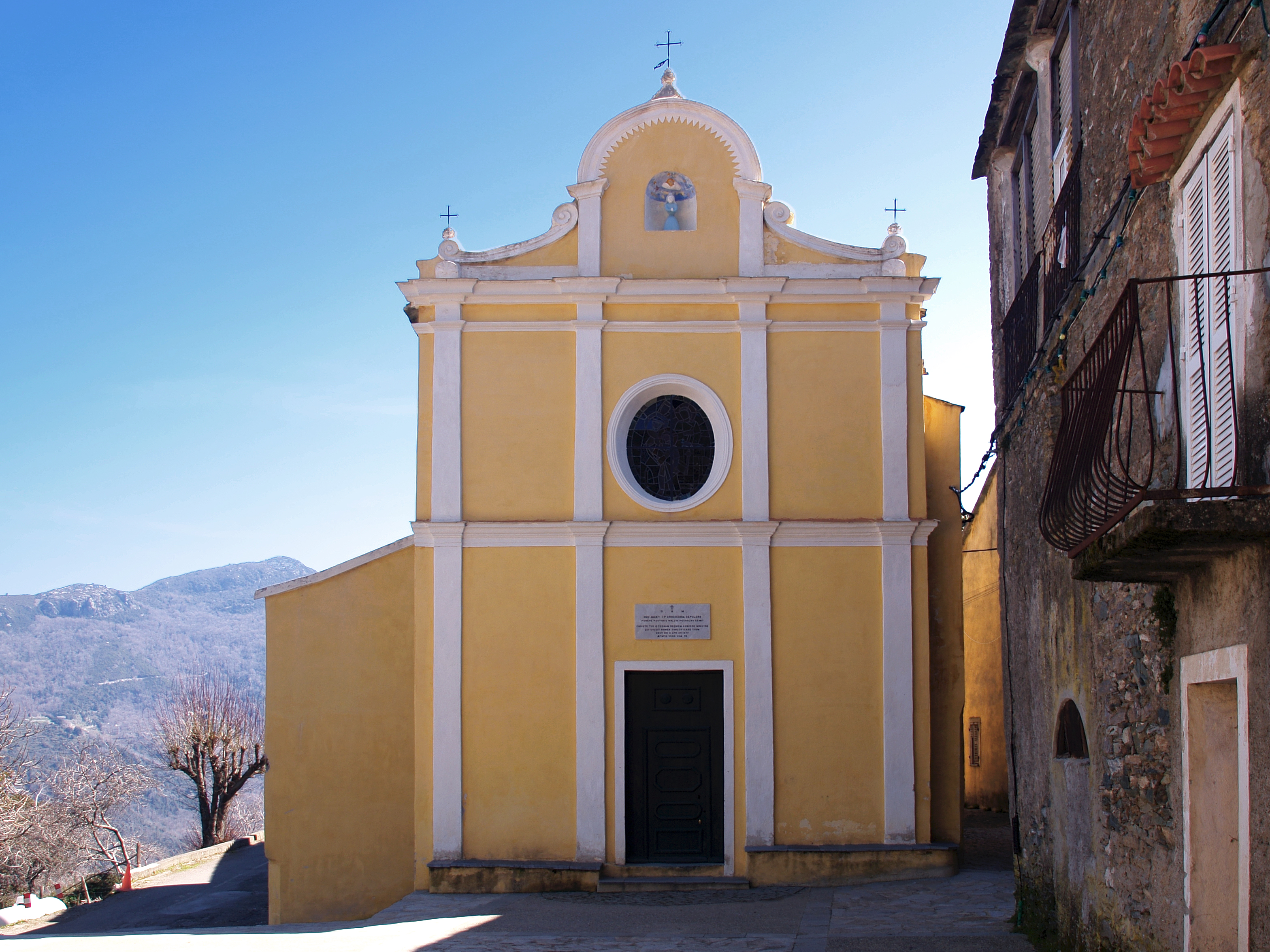
Église de l'Annonciation (Annunziata).
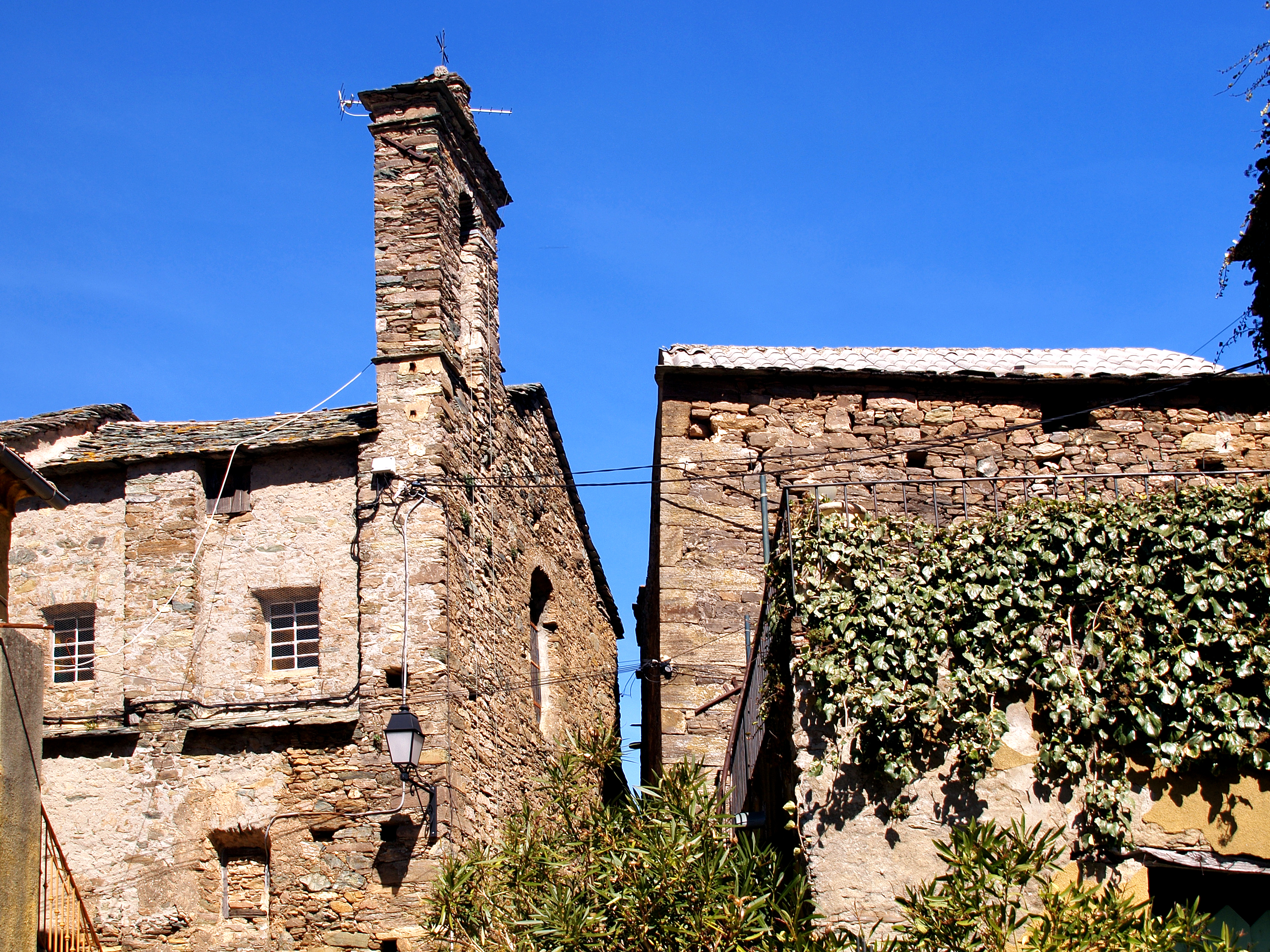
Clocher de l'église Annunziata

### Architecture civile

#### École de Sant' Andrea
L'école désaffectée au hameau de Sant' Andrea, construite en schiste pierre locale, moellon et enduit, est datée limite des XIXe siècle XXe siècle.
Propriété publique, elle est à l'inventaire général du Patrimoine de France.

#### Bâti collectif
Le bâti collectif est ici représenté en grande partie par des maisons datant du XVIe siècle au XXe siècle, construites en schiste, moellon et enduit, avec une couverture traditionnelle d'ardoise, élevées sur deux étages avec escalier intérieur et trous de boulins en façade.
Parmi les 35 maisons repérées sur un bâti de 68, 7 ont été étudiées : une maison-tour du XIXe siècle, la maison de notable dite U Palazzu XVIe siècle ou du XVIIe siècle, remaniée en 1853 (date portée sur l'imposte en fer forgé au-dessus de la porte principale), la maison de notable dite U Casone 2e moitié XIXe siècle, et quatre autres maisons limite XVIIIe siècle au 1er quart du XXe siècle.
Toutes les maisons repérées sont à l'inventaire général du Patrimoine de France.

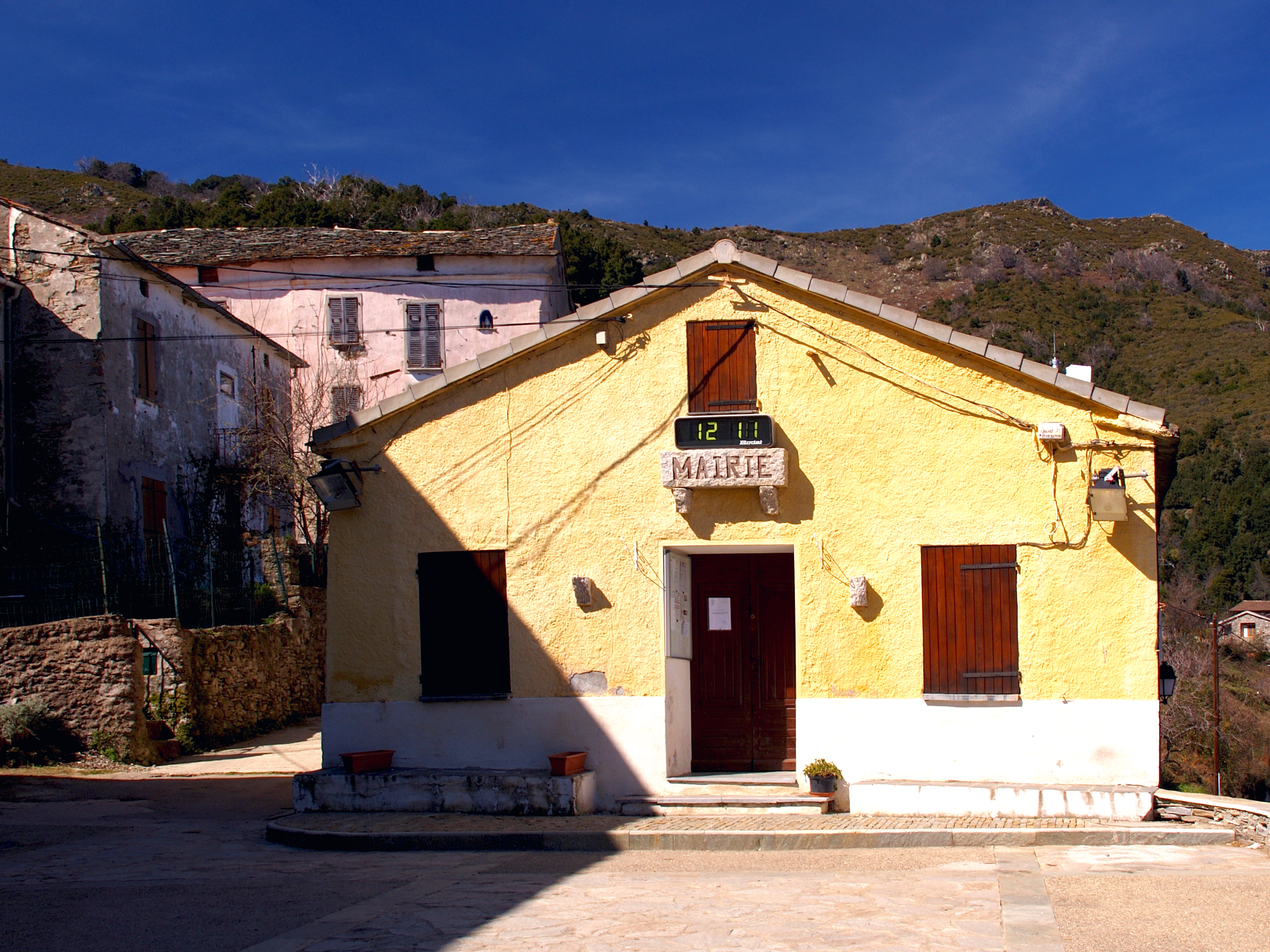
La mairie.
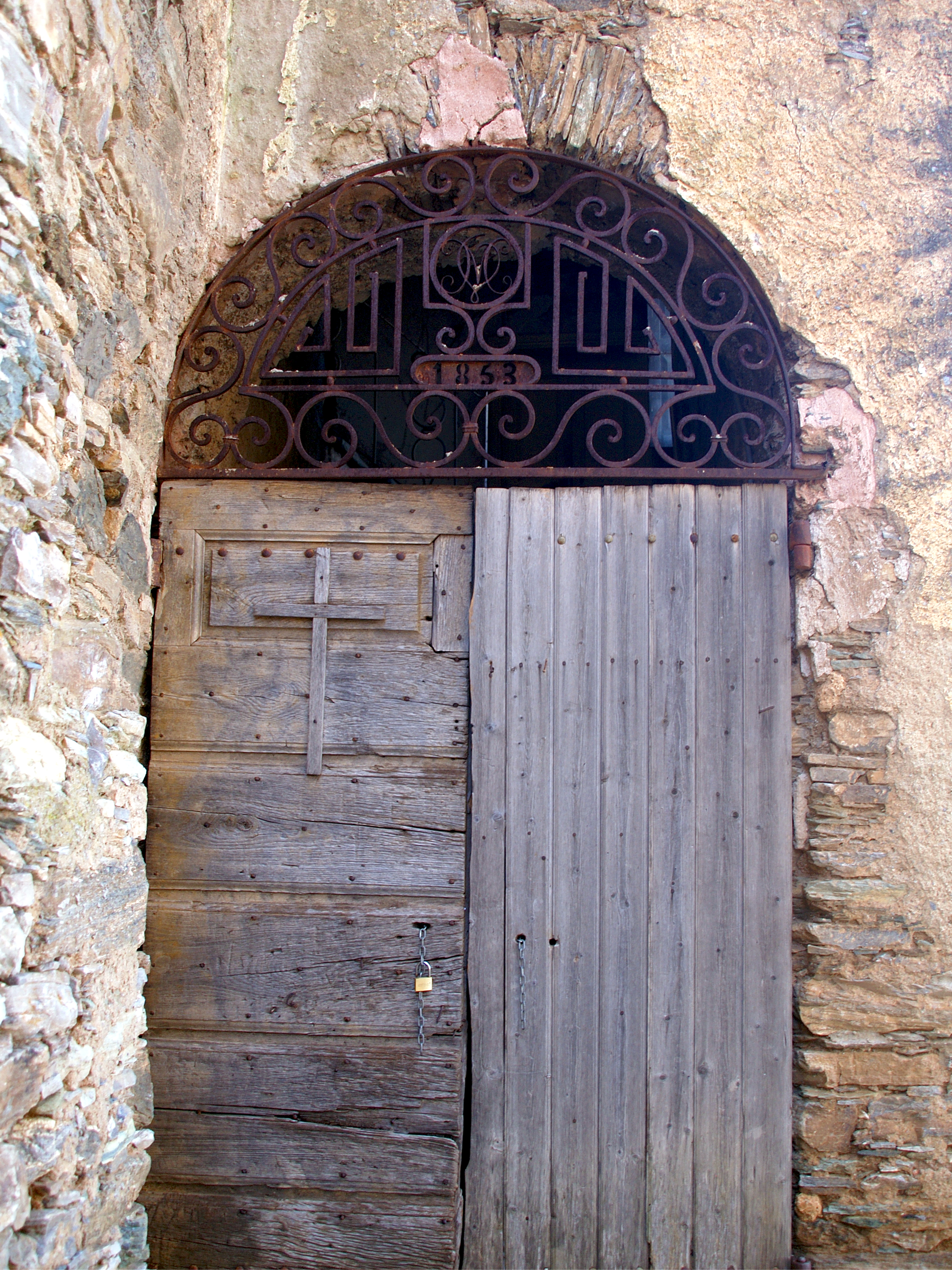
Imposte "1853" de la maison dite U Palazzu face à la mairie.
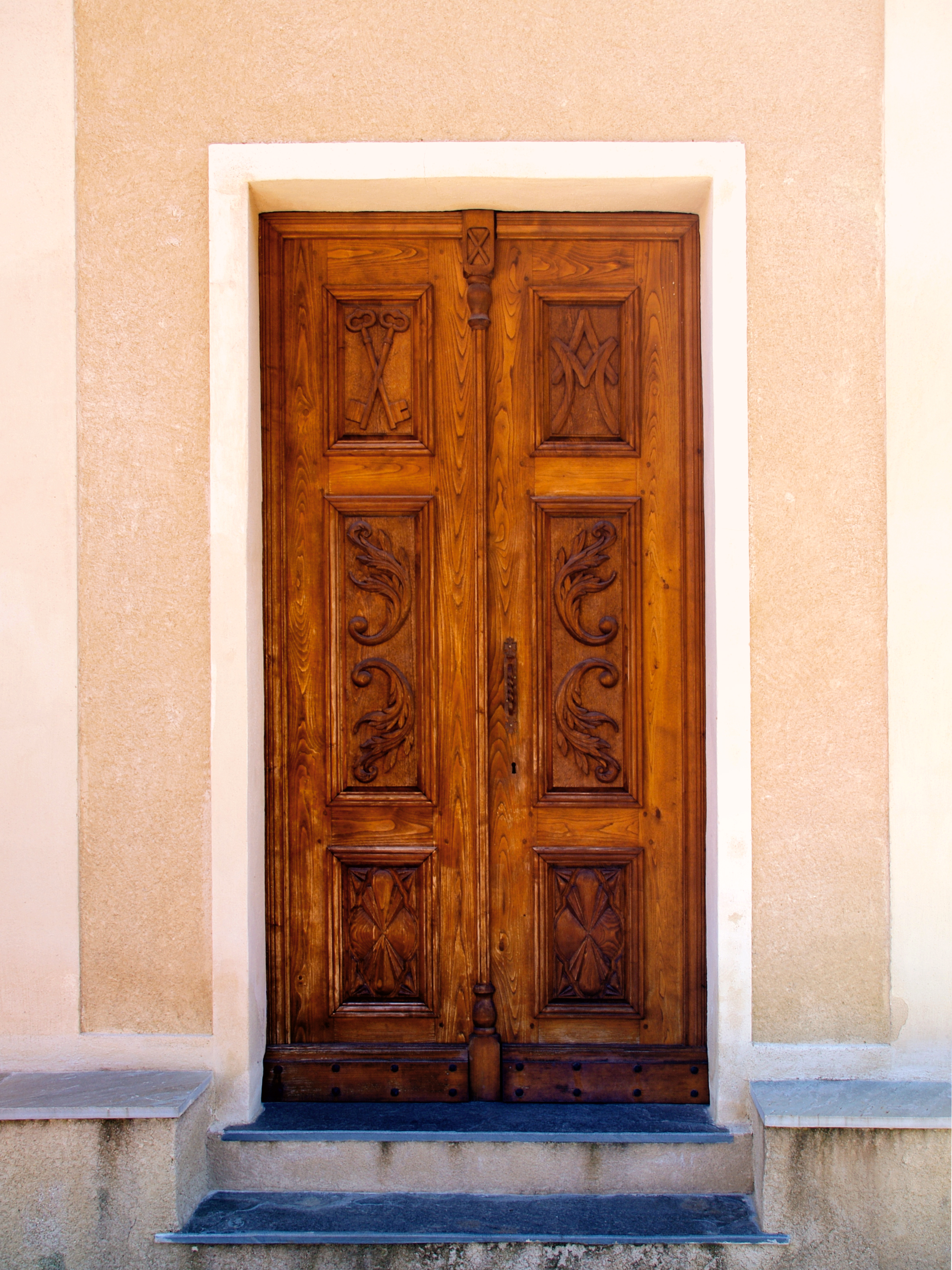
Porte de l'église Sant' Andrea.
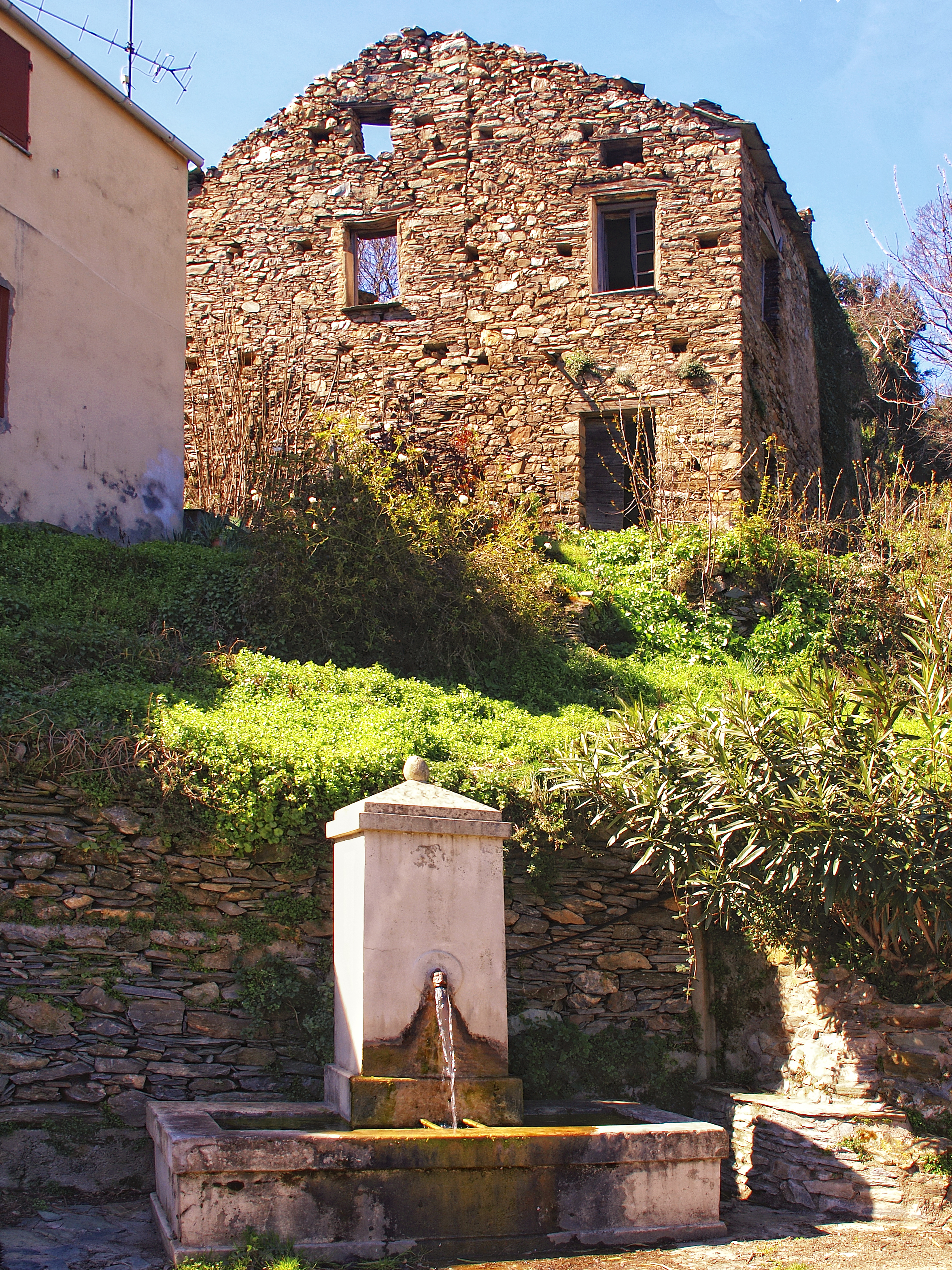
Fontaine au hameau de Sant' Andrea.

### Patrimoine naturel
Crocicchia est concernée par une ZNIEFF :

#### ZNIEFF Châtaigneraies de la petite Castagniccia
La ZNIEFF 940004146 qui s’étend de nord en sud, du col de Pirello jusqu’au du rocher de Muteri, sur une zone dite « petite Castagniccia » qui couvre 43 communes. La végétation est dominée par les châtaigneraies le plus souvent présentes sous forme de vergers ou de taillis.

## Fêtes et loisirs
- Andria l'Apostulu est le saint patron de Crocicchia. La fête patronale a lieu tous les 30 novembre.
- La fête communale est le 25 mars, l'Annonciation (Annunziata).